# Victor Brauner
Victor Brauner (Piatra Neamț, 15 de juny de 1903 - París, 12 de març de 1966) va ser un pintor jueu romanès. Fou membre de la important comunitat d'artistes i intel·lectuals romanesos a París amb Constantin Brâncuşi, Emil Cioran, Mircea Eliade, Eugene Ionesco, Isidore Isou, Panait Istrati i Tristan Tzara.

## Biografia
Va néixer a Piatra Neamț. Es va establir amb la seva família a Viena durant diversos anys. Va estudiar a l'Acadèmia de Belles Arts de Bucarest (1919-1921) i a l'escola privada de pintura d'Igiroşeanu. El 1925 va dur a terme el seu primer viatge a París, del que va tornar el 1927. En el període 1928-1931 va contribuir a la revista Unu (una publicació periòdica d'avantguarda amb tendències dadaistes i surrealistes), que va publicar reproduccions de la major part dels seus quadres i obres gràfiques.
L'any 1930 es va establir a París, on va conèixer a Constantin Brâncuși, qui el va instruir en els mètodes de la fotografia artística. En aquesta mateixa època es va convertir en amic del poeta romanès Benjamin Fondane i va conèixer a Yves Tanguy, qui més tard el va introduir en el cercle dels surrealistes. El 1931 va pintar un autoretrat amb un ull borni, un tema premonitori.
El 1933, André Breton escriuria el text per al catàleg de la primera exposició individual de Brauner a París, a la Galerie Pierre. Posteriorment va ser inclòs en l'exposició surrealista de Tenerife, organitzada per Óscar Domínguez el 1935, any en què Brauner va tornar a Bucarest. Allí es va unir a les files del Partit Comunista Romanès durant un breu període, sense una convicció gaire ferma.
El 1938 va tornar a França. El 28 d'agost va perdre el seu ull esquerre en intervenir en una violenta discussió entre Óscar Domínguez i Esteban Francés. Brauner va intentar protegir a Francés i va ser copejat per un cristall llançat per Domínguez: la premonició s'havia fet realitat. Aquest mateix any va conèixer a Jaqueline Abraham, que es va convertir en la seva esposa.

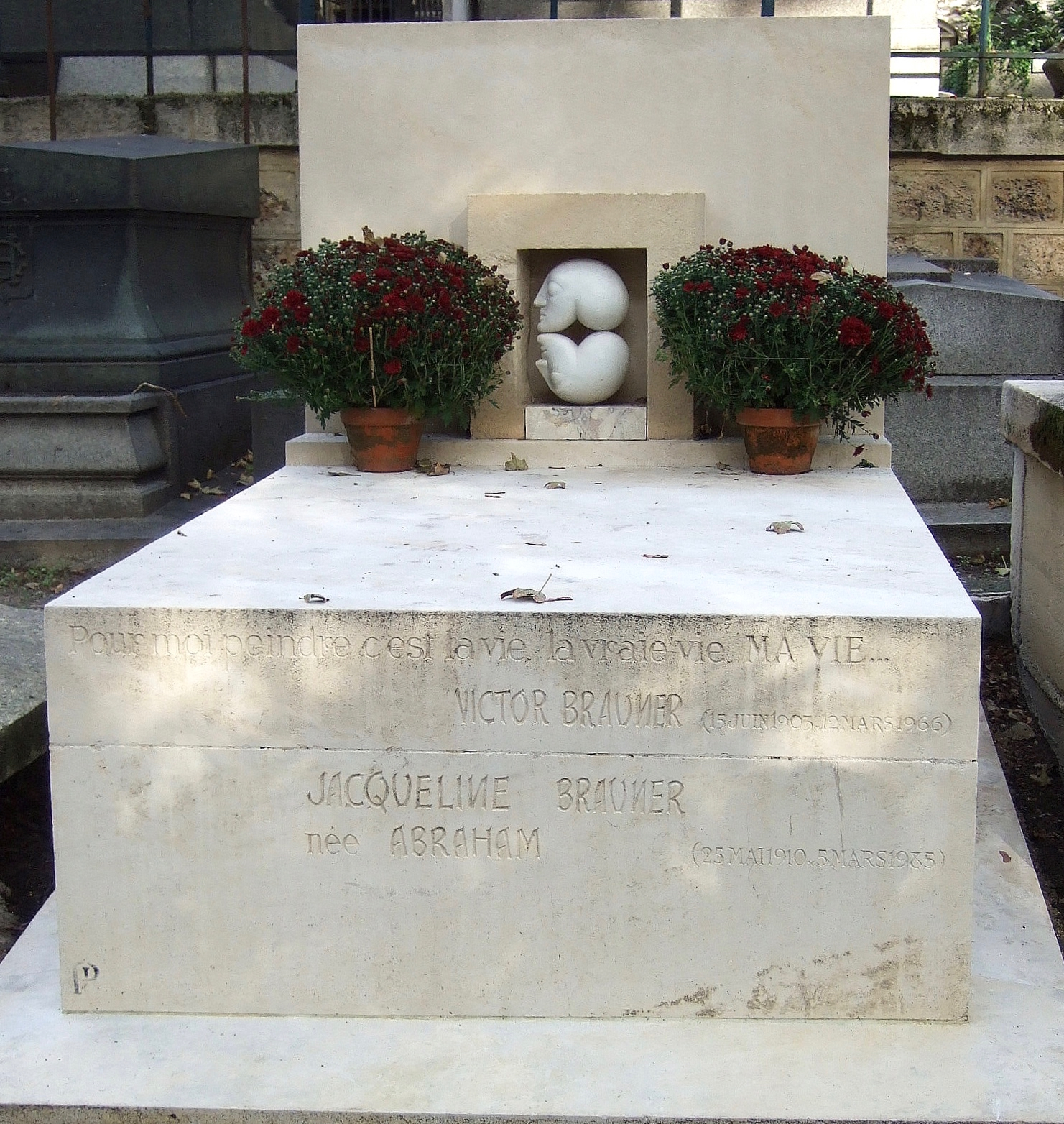
La tomba de Brauner al Cementiri de Montmartre

Va abandonar París durant la invasió alemanya de França de 1940, juntament amb Pierre Malbille. Va viure durant un temps a Perpinyà, a casa de l'escriptor Robert Rius, després a Canet de Rosselló i a Sant Feliu d'Amunt, on va quedar reclòs forçosament.
El 1959, va establir el taller al carrer Lepic de la capital francesa. El 1961 va viatjar de nou a Itàlia. Aquest mateix any, la Galeria Bodley de Nova York va muntar una exposició individual de l'obra de Brauner. Es va establir en Varengeville-sur-Mer, a Normandia, on va passar la major part del seu temps treballant.
Va morir a París com a resultat d'una llarga malaltia. L'epitafi de la seva tomba al cementiri de Montmartre és una frase del seu quadern de notes: «Peindre, c'est la vie, la vraie vie, dt. vie» («Pintar és la vida, la veritable vida, la meva vida»).